# Плюккер, Юлиус
Юлиус Плю́ккер (нем. Julius Plücker; 16 июня или 16 июля 1801 года, Эльберфельд — 22 мая 1868 года, Бонн) — немецкий математик и физик, работавший в области аналитической геометрии, был пионером в области исследования катодных лучей, что впоследствии привело к открытию электрона. Также занимался исследованиями кривых Ламе.
Иностранный член Лондонского королевского общества (1855).

## Биография
Плюккер обучался в университетах Берлина, Бонна, Гейдельберга и Парижа, и в 1828 году стал профессором математики в Боннском университете. В это время его интересы лежали в области геометрии, где им был сделан ряд открытий. В частности, Ю. Плюккеру удалось обобщить понятие координат путём введения тангенциальных и однородных координат. Помимо этого, им было выдвинуто несколько теорий об алгебраических кривых.
В 1847 году Плюккер становится профессором физики в том же университете[каком?]. Среди его достижений в области физики: получение спектральных свойств атомов и молекул азота, водорода и других веществ. С Г. Гейслером сконструировал стандартный термометр.